# El Recreo (San Fernando)
Pour les articles homonymes, voir El Recreo.
El Recreo est l'une des quatre paroisses civiles de la municipalité de San Fernando dans l'État d'Apure au Venezuela. Sa capitale est El Recreo.

## Géographie

### Démographie
Hormis sa capitale El Recreo, la paroisse civile possède plusieurs localités dont :
- Boca de Apurito
- El Jobal
- El Recreo
- La Manga de Apurito
- Las Maporas
- Las Mercedes
- La Yegüera
- Manglarote
- Trapichito